# قيصوم عربي
القيصوم العربي (باللاتينية: Achillea arabica) نوع نباتي عشبي يتبع جنس القيصوم من الفصيلة النجمية.